# Yama'at al-Tawhid wal-Yihad
Yama'at al-Tawhid wal-Yihad (árabe: جماعة التوحيد والجهاد, Organización de Monoteísmo y Yihad, en inglés: Jama'at al-Tawhid wal-Jihad) fue un grupo militar yihadista dirigido por el nacionalista jordano Abu Musab al-Zarqawi.  El nombre de este grupo puede ser abreviado como JTJ (siglas en inglés) o acortado a Tawhid y Yihad, Tawhid wal-Yihad, Tawhid al-Yihad, Al-Tawhid o Tawhid.  El grupo se fundó en Jordania, luego se convirtió en una red descentralizada tras la Insurgencia iraquí en la que se cree ampliamente que los combatientes extranjeros tuvieron un rol clave, aunque algunos analistas afirmaron también que hubo una gran participación por parte de los iraquíes. Tras el juramento de lealtad de al-Zarqawi hacia Osama bin Laden, líder de al-Qaeda el 17 de octubre de 2004, el grupo fue como la al-Qaeda en Irak (nombre oficial Tanzim Qaidat al-Yihad fi Bilad al-Rafidayn). Después de varias rondas de cambios de nombre y fusiones con otros grupos, la organización es ahora conocida mundialmente como Estado Islámico (EI).

## Orígenes
Abu Musab al-Zarqawi fue un yihadista jordano que había viajado a Afganistán para luchar en la Guerra soviético-afgana, pero llegó después de la retirada del ejército soviético y pronto volvió a su patria. Regresó finalmente a Afganistán, dirigiendo un campamento de entrenamiento militar islamista cerca de Herat.
Un informe realizado por el Washington Institute for Near East Policy de mediados del 2014 describe como Al-Zarqawi inició su grupo yihadista Yama'at al-Tawhid wal-Yihad, con jordanos y otros militantes yihadistas sunnitas, en 1999 en Afganistán con su campo de entrenamiento en Herat, y con "una pequeña cantidad inicial de dinero" de Osama bin Laden "la cual continuó hasta el 9/11".

## Ideología y motivos
La interpretación de Abu Musab al-Zarqawi del takfir islámico –acusando a otro musulmán de herejía y así justificando su asesinato– era extremo, lo cual causó fricción entre él y Osama bin Laden.
En su primera reunión con Bin Laden en 1999, Zarqawi según se dice declaró: "los chiítas tendrían que ser ejecutados".
Su motivación política provino en parte de lo que él considera el "regalo" por la ONU de Palestina "a los judíos para poder usurpar la tierra y humillar a nuestra gente", y en parte, pero relacionado con lo anterior, de lo que él considera los opresores de Irak (apoyados por la ONU, EE. UU.) y la consecuente "humillación [de] nuestra nación".

## Objetivos y tácticas en Jordania e Irak
Al-Zarqawi comenzó el grupo con la intención de derrocar el 'apóstata' Reino de Jordania, el cual considera como antiislámico. Después de derrocar la monarquía de Jordania, se supone que seguiría con el resto del Levante mediterráneo.
Para estos propósitos desarrolló numerosos contactos y afiliaciones en varios países. A pesar de que no ha sido verificado, su red puede haber estado implicada en los planes para bombardear las celebraciones del año 2000 a finales de 1999, en los Estados Unidos y Jordania.[cita requerida] Al-Zarqawi y sus operativos fueron responsabilizados por los EE. UU. del asesinato del diplomático estadounidense Laurence Foley en Jordania en el 2002.

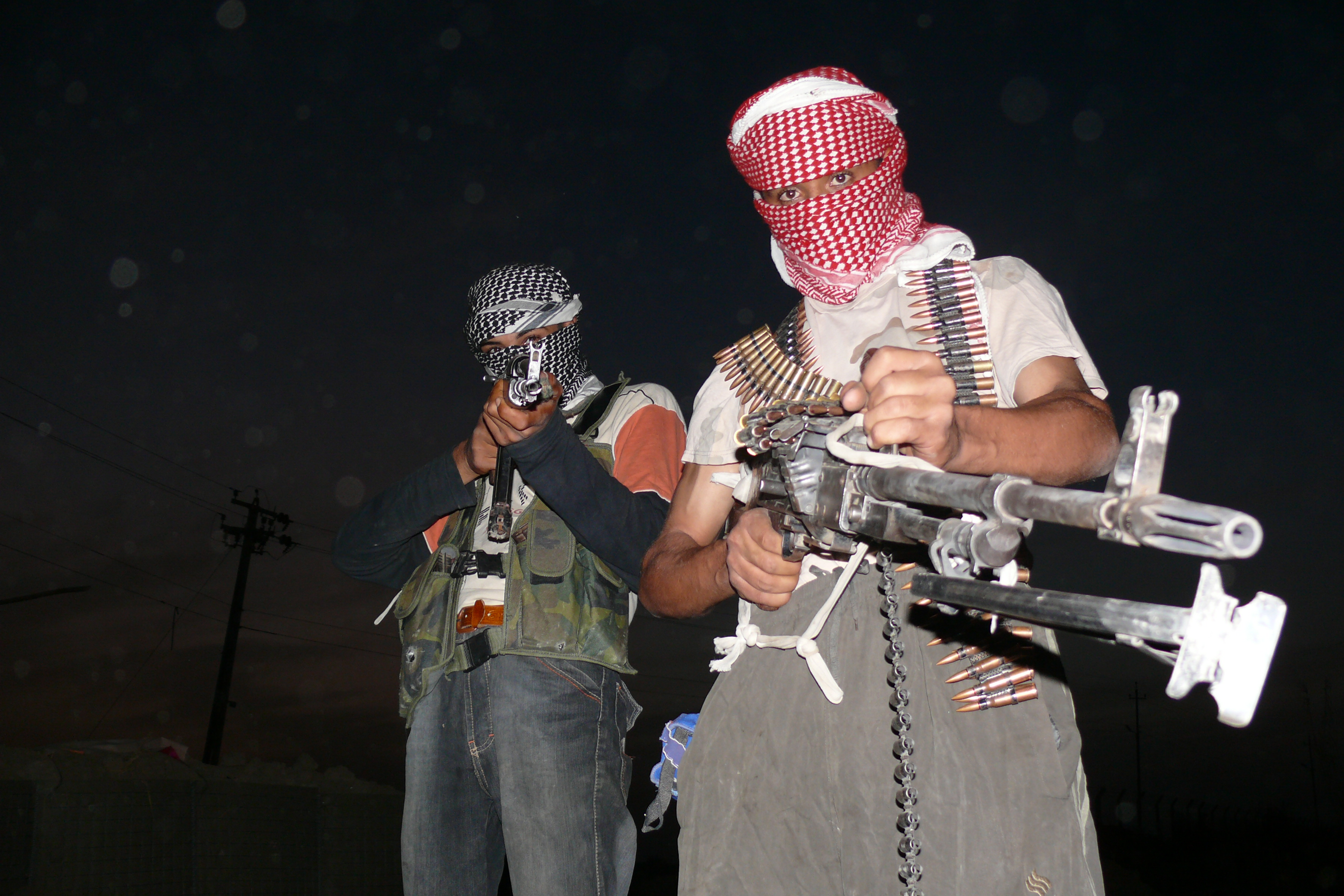
Una pareja de armados antiamericanos de la insurgencia en Irak en 2006

Dentro de un año y medio después de la invasión de Irak de 2003, Zarqawi era un nombre familiar por brutales decapitaciones y campañas de bombas suicidas en Irak contra objetivos religiosos chiitas y civiles sunnitas.
La táctica de JTJ se basó fuertemente en ataques suicidas, a menudo utilizando coches bombas, pero también incluyeron el secuestro de objetivos, instalación de artefactos explosivos improvisados, y ataques de mortero. A partir de finales de junio de 2004, JTJ llevó a cabo ataques de guerrilla urbana utilizando granadas propulsadas por cohetes y armas pequeñas. Ellos también obtuvieron notoriedad global por decapitar rehenes iraquíes y extranjeros y distribuyendo registros en vídeos de estos abominables actos en internet.
El grupo declaró como objetivos las fuerzas de seguridad iraquíes y los que facilitan la ocupación, oficiales interinos iraquíes, chiitas iraquíes, figuras políticas y religiosas kurdas, civiles chiitas del país, contratistas civiles extranjeros, trabajadores humanitarios y de las Naciones Unidas.

## Implicación en la Guerra de Irak
Tras la Invasión estadounidense de Afganistán, al-Zarqawi se trasladó hacia el oeste a Irak, donde supuestamente recibió tratamiento médico en Bagdad por una pierna herida.
Al-Zarqawi fue a Bagdad de mayo hasta noviembre de 2002, cuándo viajó a Irán y al noreste de Irak. En 2006, el Informe de Senado en Pre-Inteligencia de guerra en Irak de los Estados Unidos concluyó: "la información de la posguerra indica que Saddam Hussein intentó, sin éxito, localizar y capturar al-Zarqawi y que el régimen no tuvo una relación ninguna en apoyar a al-Zarqawi."
Tras invasión de Irak en 2003, JTJ desarrolló [cita requerida] una red de expandir su membresía con el propósito de resistir[¿Por qué?] ante las fuerzas de ocupación de la coalición y sus aliados iraquíes. Entre ellos incluyeron varios exmiembros del Ansar al-Islam y un creciente número de luchadores extranjeros. Muchos los luchadores extranjeros que llegaban en Irak no estaban inicialmente asociados al JTJ, pero una vez en el país juraron lealtad a los contactos locales de al-Zarqawi.

## Actos terroristas

### Ataques

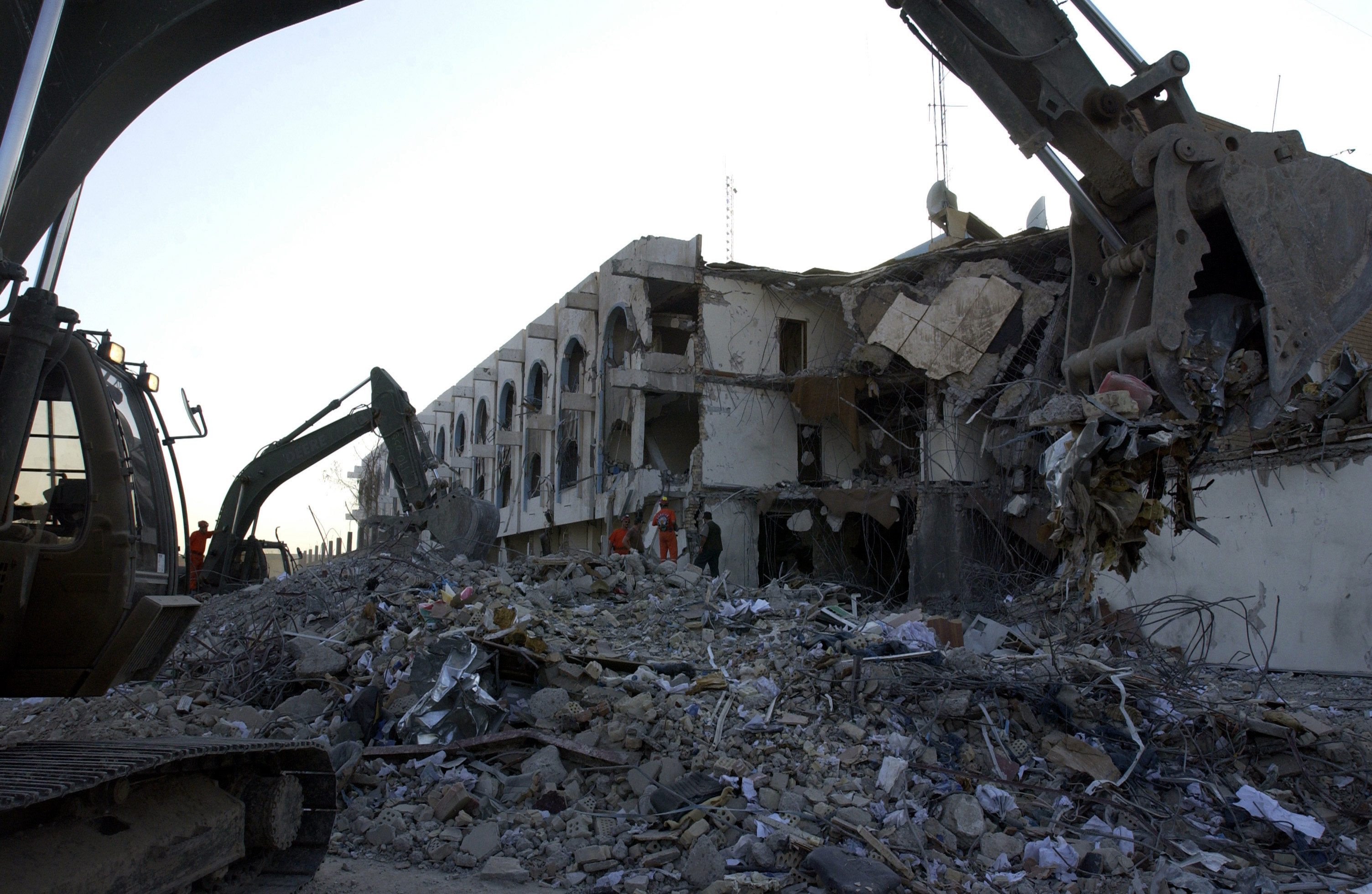
El edificio de sede de la ONU en Bagdad después del Aniversario de la tragedia de Bagdad, el 22 de agosto de 2003

Bandera alternativa, posteriormente sería la oficial durante su unión con Al Qaeda, hasta la creación de Estado Islámico.

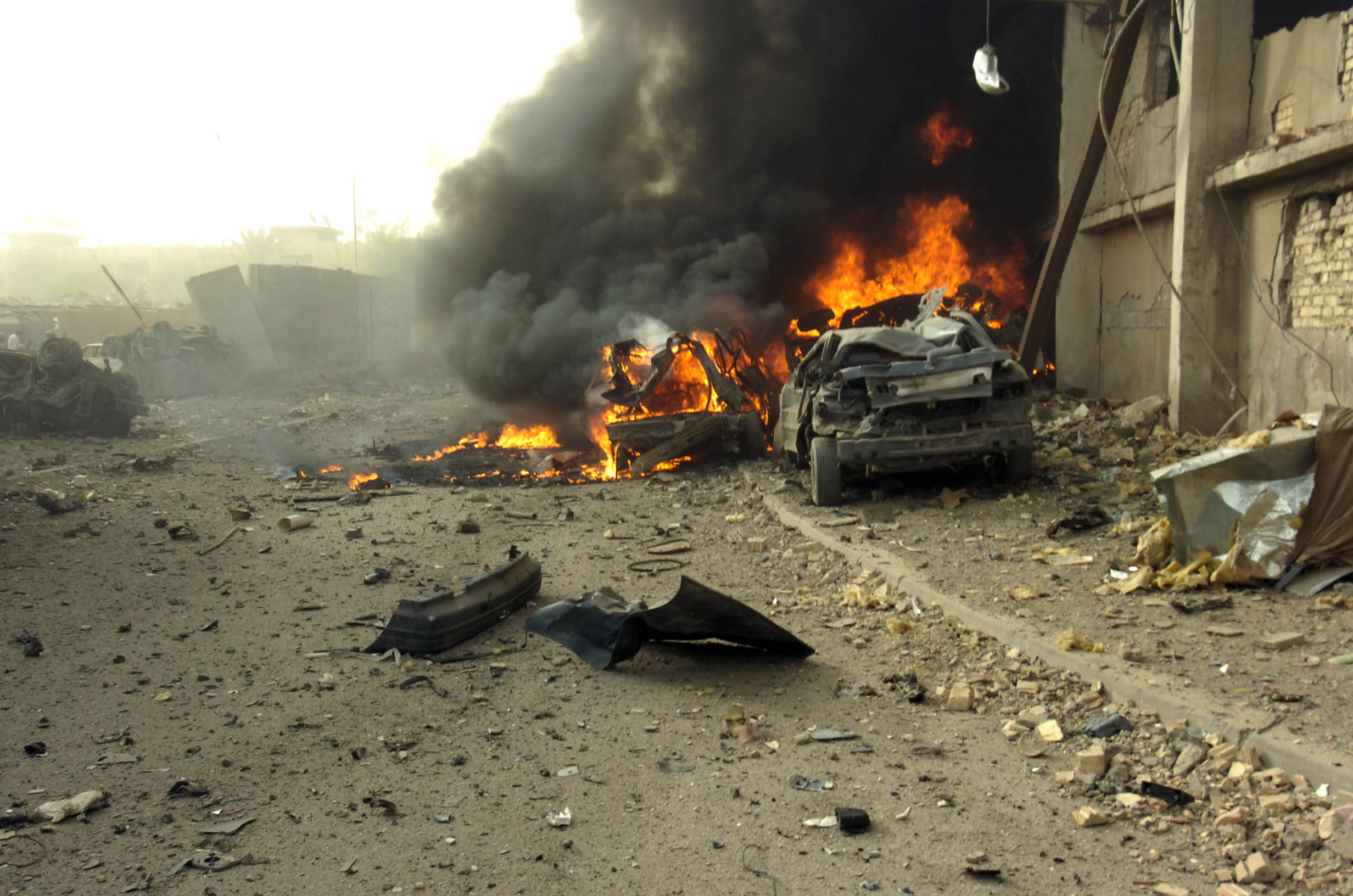
Los coche bomba fueron una forma común de ataque en Irak durante la ocupación de la Coalición

Después de la invasión de Irak y habían instalado una Autoridad Provisional para gobernar Irak, y la rápida insurgencia contra el nuevo gobierno, JTJ se responsabilizó por o fue culpado por docenas de ataques insurgentes en 17 meses:
- 7 de agosto de 2003: atentado de bomba en la embajada de Jordania en Bagdad, la cual mató a 17 personas e hirió a otras 40. La Fundación Jamestown consideró a Abu Musab al-Zarqawi y a Jama'en al-Tawhid wal-la yihad responsables del ataque.[12]
- 19 de agosto de 2003: Atentado del hotel Canal que acabó con la vida del jefe de las Naciones Unidas en Irak Sérgio Vieira de Mello y otras 22 personas en la sede de ONU en Bagdad. Con más de 100 heridos.[4][12] Zarqawi se adjudicó del ataque en abril de 2004, diciendo que la ONU "dio la región de Palestina a los judío así para humillar a su pueblo" y es "amigo de los opresores estadounidenses".[9][14]
- 29 de agosto de 2003: el atentado a la mezquita chiita Ali Mosque en Najaf que asesinó al Ayatolá Sayed Mohammed Baqir al-Hakim y más de 85 personas, fue adjudicado por Al-Qaeda en Irak (AQI), el New York Sun escribió en 2007.[15] Hubo más de 500 heridos.[4][16]
- 12 de noviembre de 2003: un camión bomba en Nasiriyah asesinó 17 policías paramilitares italianos que participaban en las fuerzas multinacionales, y también murieron 10 civiles e hirió a otros 100. La fundación Jamestown consideró a Abu Musab al-Zarqawi y a Jama'at al-Tawhid wal-yihad responsables del ataque.[12]
- 2 de marzo de 2004: Una cadena de atentados bomba en Bagdad y Karbala asesinó a 178 personas e hirió al menos 500 personas durante el Ashura. El Washington Institute for Near East Policy responsabilizó al "grupo de Zarqawi".[17]
- 19 de abril de 2004: Intento fallido de hacer estallar bombas químicas en Amán, Jordania, financiada por el grupo terrorista.
- [18]
- 24 de abril de 2004: En un comunicado publicado por el sitio web islámico Muntada al-Ansar, Zarqawi se responsabilizó en una series de atentados de bombas en varias plataformas petroleras en el Golfo pérsico.
- 18 de mayo de 2004: un coche bomba provocó la muerte del presidente del consejo de gobierno Ezzedine Salim en Bagdad. El grupo Jama'at declaró en un sitio web islamita que estuvieron "determinados a levantar la humillación de nuestra nación (...) Otro león ha sacado la cabeza podrida de quienes traicionan a Dios y vender su religión a los estadounidenses y a sus aliados[10][19]".
- 18 de junio de 2004: Un coche bomba suicida en Bagdad cerca de un centro de reclutamiento de Ejército iraquí, causó 35 muertos y 145 heridos. Jama'at fue culpado.[20]
- 1 de agosto de 2004: seis iglesias en Bagdad y Mosul fueron atacados, 12 personas murieron y 71 heridos. El asesor de seguridad nacional de Irak, Mowaffaq al-Rubaie, culpó los ataques en Abu Musab al-Zarqawi.[21]
- 14 de septiembre de 2004: coche bomba mató a 47 personas e hirió a casi 100 civiles y reclutas policiales en Calle Haifa en Bagdad.[19][22]
- 30 de septiembre de 2004: Atentados de bomba en Bagdad causó 41 fallecidos, mayoritariamente niños. Jama'at se reivindicó en este ataque, aunque no quedó muy claro.[19]
- El octubre de 2004 masacraron a 49 reclutas de Guardia Nacionales iraquíes desarmados siendo reivindicado por JTJ.[23]
- 3 de diciembre de 2004: intento fallido de hacer estallar un cruce fronterizo entre Jordania e Irak, para qué al-Zarqawi y dos de sus socios fuesen sentenciados a muerte In absentia por un tribunal jordano en 2006[24]

### Incitando violencia sectaria
Ataques sectarios alegados por la organización incluyen el atentado a la Mezquita del Imán Ali en 2003 y el 2004 en el Día de Ashura (masacre de Ashura) y los bombardeos de Karbala y Najaf en 2004.  Estos fueron precursores a una campaña más extendida de violencia sectaria, pronto la organización se convertiría en la al-Qaeda en Irak, con Al-Zarqawi supuestamente declarando la guerra al pueblo chiita mientras se adjudicó el atentado a la ya mencionada mezquita.

### Decapitaciones y asesinatos de rehenes no iraquíes
- 7 de mayo de 2004: Nicholas Berg, ciudadano estadounidense, fue decapitado. Supuestamente fue por Zarqawi y sus hombres.[19] Un vídeo de la ceremonia fue publicado en Internet; la CIA afirmó que era altamente probable que Abu Musab al-Zarqawi personalmente había ejercido el cuchillo[30]
- 22 de junio de 2004: Kim Sun-il, ciudadano surcoreano, fue decapitado.
- 8 de julio de 2004: Georgi Lazov y Ivaylo Kepov, civiles búlgaros, decapitados[31]
- 2 de agosto de 2004: Murat Yuce, ciudadano turco asesinado a tiros por Abu Ayyub al-Masri.[19]
- 13 de septiembre del 2004: Durmus Kumdereli, ciudadano turco decapitado[19]
- 20 de septiembre del 2004: Eugene Armstrong, ciudadano estadounidense decapitado. Presumiblemente rrealizado por Zarqawi y sus hombres.[19] Algún sitio web impreciso afirmó que fue realizado personalmente por Al-Zarqawi[32]
- 21 de septiembre de 2004: Jack Hensley, ciudadano estadounidense decapitado. Presumiblemente realizado por Zarqawi y sus hombres.[19]
- 7 de octubre de 2004: Kenneth Bigley, ciudadano británico decapitado. Realizado probablemente por Zarqawi y sus hombres.[19]
- 29 de octubre de 2004: Shosei Koda, ciudadano japonés, quién visitó Irak desde Jordania fue decapitado. Un sitio web islamista utilizado por al-Zarqawi el grupo publicó el vídeo de Koda poco después de la abducción.[33]

El turco Aytullah Gezmen fue también secuestrado por Jama'at, pero fue liberado después de "arrepentirse."cita requerida]

## Combate de Jama con EE.UU
En septiembre del 2004, los EE. UU. llevaron a cabo numerosos ataques aéreos hacia Zarqawi, llamando a la captura de Zarqawi "alta prioridad".

## Legado

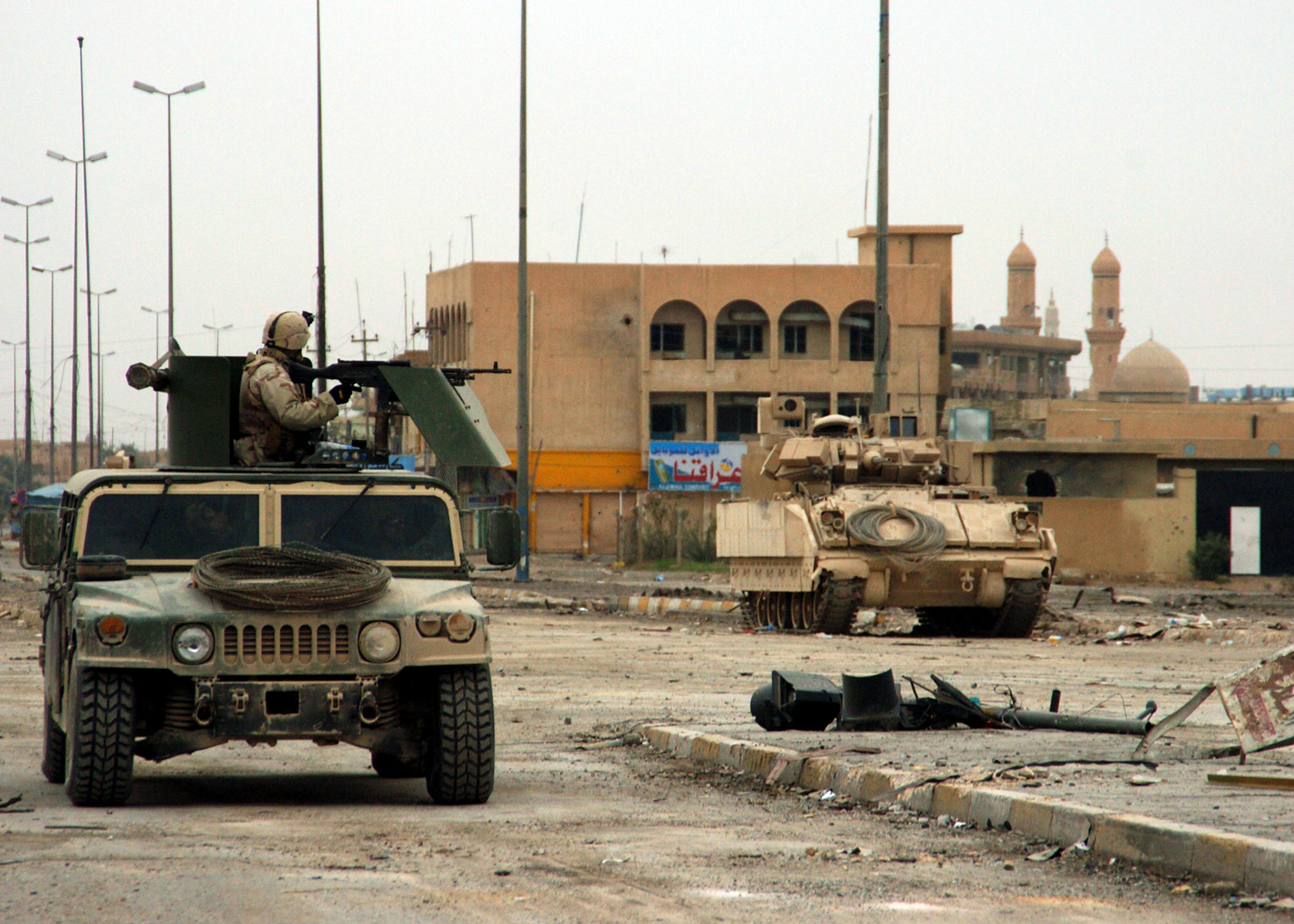
Seabees en Faluya, noviembre de 2004. Jama'at al-Tawhid wal-la yihad luchó contra EE. UU. y las fuerzas de coalición durante la Guerra de Irak.

El grupo juró lealtad oficial a al-Qaeda liderado por Osama bin Laden  en una carta en octubre de 2004 y cambió su nombre oficial a Tanzim Qaidat al-Yihad fi Bilad al-Rafidayn (تنظيم قاعدة الجهاد في بلاد الرافدين, "Organización de la base de la yihad en Mesopotamia"). Ese mismo mes, el grupo, ahora popularmente referido a cuando Al-Qaeda en Irak (AQI), secuestró y asesinó al ciudadano japonés Shosei Koda. En noviembre, al-Zarqawi y su grupo era el objetivo principal de la Segunda batalla de Faluya pero en su liderazgo logró huir el asedio estadounidense y la posterior toma de la ciudad.
El grupo militar palestino-libanés Fatah al-Islam, el cual fue derrotado por fuerzas del gobierno libanés durante el conflicto del Líbano del 2007, se vinculó con AQI y dirigido por el excompañero de al-Zarqawi quién había luchado al lado de él en Irak. El grupo podría estar vinculado al grupo poco conocido llamado  "Tawhid y Yihad en Siria", y puede haber influido en el grupo de resistencia palestino en Gaza llamado Tawhid y Brigadas de Yihad.